# دراگان ایزایلوویچ
دراگان ایزایلوویچ (انگلیسی: Dragan Isailović؛ زادهٔ ۱۲ ژانویهٔ ۱۹۷۶) بازیکن سابق فوتبال اهل صربستان است که در پست مهاجم بازی می‌کرد.
وی همچنین در تیم ملی فوتبال زیر ۲۱ سال صربستان بازی کرده‌است.